# مانش (بیرک)
مانش، روستایی در دهستان بیرک شرقی بخش بیرک شهرستان مهرستان در استان سیستان و بلوچستان ایران است.

## جمعیت
بر پایه سرشماری عمومی نفوس و مسکن در سال ۱۳۹۵، جمعیت این روستا برابر با ۲۵۹ نفر (۶۱ خانوار) بوده‌است.